# Висоцький Олександр Степанович
Олекса́ндр Степа́нович Висо́цький (нар. 19 липня 1934, село Кульчин, тепер Ківерцівського району Волинської області — 11 червня 2008, місто Кривий Ріг Дніпропетровської області) — український радянський діяч, передовик виробництва залізорудної промисловості, бурильник, бригадир комплексної бригади шахти «Саксагань» рудоуправління імені Дзержинського міста Кривого Рогу Дніпропетровської області. Герой Соціалістичної Праці (22.03.1966). Депутат Верховної Ради СРСР 7—9-го скликань (у 1969—1979 роках).

## Біографія
Народився в багатодітній селянській родині. У Кривому Розі з 1951 року, куди приїхав за розподілом трудових резервів на відновлення гірничої промисловості. У 1952 році закінчив Криворізьку гірничопромислову школу № 4.
У 1952—1954 роках — учень бурильника, бурильник шахти імені Ворошилова рудоуправління імені Дзержинського міста Кривого Рогу.
У 1954—1957 роках — служба в Радянській армії.
У 1957—1975 роках працював бурильником шахт імені 1 Травня, імені Ворошилова, бригадиром бурильників, бригадиром комплексної бригади шахти «Саксагань» рудоуправління імені Дзержинського тресту «Дзержинськруда» виробничого об'єднання «Кривбасруда» міста Кривого Рогу Дніпропетровської області.
Член КПРС з 1960 року.
Досягнув значних успіхів у виконанні виробничих планів. Був ініціатором почину за особистий трудовий внесок в п'ятирічку. Володів сімома основними гірничими професіями. Брав участь у створенні нових технологій, випробовував дослідні зразки гірничої техніки. Особисто підготував близько 30 гірників. Працюючи на руднику імені Дзержинського, встановив всесоюзний рекорд проходки — 511 метрів підповерхових гірничих виробок.
Без відриву від виробництва закінчив середню школу, в 1968 році — Криворізький гірничорудний технікум Дніпропетровської області, а у 1974 році — вечірнє відділення Криворізького гірничорудного інституту.
У 1975—1977 роках — заступник головного інженера шахти № 2 імені Артема; заступник головного інженера рудоуправління імені Кірова міста Кривого Рогу Дніпропетровської області.
У 1977 році закінчив заочно Вищу партійну школу при ЦК КПРС у Москві.
У 1977—1982 роках — секретар партійного комітету рудоуправління імені Кірова Дніпропетровської області.
У 1982—1989 роках — головний інженер шахти № 2 імені Артема міста Кривого Рогу Дніпропетровської області.
У 1989—1992 роках — голова комітету народного контролю рудоуправління імені Кірова Дніпропетровської області.
Учасник Виставок народного господарства СРСР і УРСР. Делегат XXII з'їзду КПРС, XXIV з'їзду Комуністичної партії України. Депутат Дніпропетровської обласної та Криворізької міської рад.
Потім — на пенсії в місті Кривому Розі Дніпропетровської області, де і похований на Центральному цвинтарі.

## Нагороди
- Герой Соціалістичної Праці (22.03.1966)
- орден Леніна (22.03.1966)
- орден Жовтневої Революції (30.03.1971)
- орден Трудового Червоного Прапора (19.02.1974)
- медаль «За трудову доблесть» (26.04.1963)
- медалі
- почесний гірник СРСР
- знак «За заслуги перед містом» (Кривий Ріг) ІІІ ст.